# Al rescate de Fondo de Bikini: La película de Arenita Mejillas
Al rescate de Fondo de Bikini: La película de Arenita Mejillas (título original: Saving Bikini Bottom: The Sandy Cheeks Movie) es una película de comedia de aventura estadounidense basada en la serie de televisión animada Bob Esponja, creada por Stephen Hillenburg. Dirigida por Liza Johnson, la película está protagonizada por el elenco de voces habitual de la serie e incluye nuevos personajes (tanto de acción real como animados) interpretados por Johnny Knoxville, Craig Robinson, Gray DeLisle, Ilia Isorelýs Paulino, Matty Cardarople y Wanda Sykes. La trama sigue a Arenita Mejillas y Bob Esponja mientras se aventuran al estado natal de Arenitas, Texas, para salvar a Fondo de Bikini de las manos de un malvado director ejecutivo. Es la primera de una serie de películas derivadas de Bob Esponja basadas en personajes.
El guion de la película fue escrito por Tom Stern y Kaz, este último también escribió la historia. En marzo de 2020, ViacomCBS anunció que produciría películas derivadas de Bob Esponja para streaming. En mayo de 2021, se anunció una película derivada con el personaje Arenita como protagonista, con Johnson, Kaz y Stern adjuntos. La animación estuvo a cargo de Pipeline Studios en Ontario, Canadá.
Antes de su lanzamiento, la película completa se filtró el 21 de enero de 2024, como un video subido a X. Al rescate de Fondo de Bikini: La película de Arenita Mejillas se estrenó en Netflix el 2 de agosto de 2024.

## Premisa
Cuando Bikini Bottom es repentinamente sacado del océano, Sandy Cheeks y Bob Esponja viajan al estado natal de Sandy, Texas, donde conocen a la familia de Sandy y deben salvar a Bikini Bottom de las manos de un malvado CEO.

## Reparto
- Carolyn Lawrence como Arenita Mejillas[2]
- Tom Kenny como Bob Esponja y Gary el Caracol
- Clancy Brown como Mr. Krabs
- Bill Fagerbakke como Patricio Estrella
- Rodger Bumpass como Calamardo
- Mr. Lawrence como Plankton
- Johnny Knoxville como Randy Cheeks
- Craig Robinson como Pa Cheeks
- Grey DeLisle como Ma Cheeks, Granny Cheeks, Rowdy Cheeks y Rosie Cheeks
- Ilia Isorelýs Paulino como Phoebe
- Matty Cardarople como Kyle
- Wanda Sykes como Sue Nahmee

## Producción

### Concepción y desarrollo
El productor ejecutivo Marc Ceccarelli presentó Al rescate de Fondo de Bikini: La película de Arenita Mejillas durante una sesión de ideas para The SpongeBob Movie: Sponge on the Run (2020). La idea fue rechazada, pero unos años después, cuando el equipo quiso hacer una historia centrada en Arenita, la retomó y se puso en desarrollo. La directora Liza Johnson era una recién llegada al mundo de la animación. La contrataron para dirigir la película gracias a su trabajo en «La Maldición», un episodio de la segunda temporada de What We Do in the Shadows, que incluía el chiste favorito de Ceccarelli en la serie. Carolyn Lawrence, la actriz de voz de Arenita, había oído rumores en el trabajo sobre un proyecto relacionado con Arenita y describió que quedó en shock cuando recibió una llamada telefónica confirmándolo. Lawrence elogió la visión de Johnson para la película y le encantó el guion de inmediato.
En marzo de 2020, se informó que ViacomCBS produciría dos películas derivadas basadas en la serie Bob Esponja para Netflix. En mayo de 2021, se anunció que Nickelodeon estaba desarrollando un filme derivado con Arenita como personaje principal para streaming, que sería dirigida por Johnson a partir de un guion escrito por Kaz y Tom J. Stern y descrita como un largometraje híbrido que colocaría al personaje principal animado en un entorno de imágenes reales. En agosto de 2021, se reveló que los planes para filmar Al rescate de Fondo de Bikini en Los Álamos se descartaron debido a reescrituras del guion.
En febrero de 2022, durante una conferencia con inversores, el director ejecutivo de Nickelodeon, Brian Robbins, dijo que se estaban preparando tres películas derivadas del personaje de Bob Esponja y que se lanzarían exclusivamente en el servicio de streaming Paramount+, y que la primera se estrenaría en 2023. Sin embargo, en abril de 2023, se informó que Al rescate de Fondo de Bikini  debutaría a través de Netflix en 2024, de acuerdo con el acuerdo anterior de Nickelodeon con Netflix. Ese mismo mes, además de un primer vistazo, se reveló que Wanda Sykes, Johnny Knoxville, Craig Robinson, Grey DeLisle, Ilia Isorelýs Paulino y Matty Cardarople formarían parte del reparto. El elenco habitual de la serie, Carolyn Lawrence, Tom Kenny, Clancy Brown, Bill Fagerbakke, Mr. Lawrence y Rodger Bumpass, también fueron confirmados para repetir sus papeles.

### Rodaje, efectos visuales y animación
Greg Gardiner trabajó como director de fotografía de la película para sus escenas de acción en vivo. La animación fue proporcionada por Pipeline Studios y Sinking Ship Entertainment en Ontario, Canadá. Spin VFX en Ontario y ReDefine Animation en Montreal, Quebec, completaron las partes de efectos visuales de las imágenes reales de la película. Johnson comenzó a trabajar desde el principio en el guion gráfico de toda la película y, junto con el supervisor de animación, Piero Piluso, creó una estética integrada para la mezcla de acción real y animación. Como recién llegado a la animación, Johnson sintió que el proceso fue una experiencia de aprendizaje para ambas partes. La combinación del nuevo estilo de animación, los requisitos de la historia y las limitaciones técnicas y presupuestarias fueron factores a la hora de decidir cómo se verían las escenas para garantizar que «todo lo que la gente ama y se preocupa por cada personaje siga presente, aunque lo estemos haciendo en nuevas condiciones».

## Música
Moniker compuso su banda sonora original. El álbum de la banda sonora de la película fue lanzado por Lakeshore Records el 2 de agosto de 2024, el mismo día que la película. Presenta el Sandy Cheeks Theme basado en el tema de Bob Esponja, e interpretado porTami Neilson. Canciones adicionales fueron escritas por Neilson, Linda Perry, Kaz, Jacques Brautbar y Chantal Claret.

## Estreno y recepción

### Audiencia y taquilla
Antes de su estreno, la película completa se filtró el 21 de enero de 2024 como un video subido a Twitter. Al rescate de Fondo de Bikini  se estrenó oficialmente mendiate Netflix el 2 de agosto de 2024. Debutó con 12,8 millones de visitas durante su fin de semana de estreno, lo que lo convirtió en el título más visto de Netflix así como la película más vista de esa semana y superó a filmes contemporáneos no exclusivos en la plataforma como PAW Patrol: The Mighty Movie y Trolls Band Together (ambos de 2023). En la semana siguiente, que finalizó el 11 de agosto, la película obtuvo 13,4 millones de visitas, un aumento con respecto a su debut, lo que la convirtió en el título número uno en general y el filme líder en la lista de películas en inglés. En China, la película se estrenó en cines el 18 de octubre de 2024, donde fue distribuida por China Film Group Corporation. Logró a recaudar 4,4 millones de dólares.

### Respuesta de la crítica
En el sitio web de reseñas Rotten Tomatoes, el 53% de las 17 reseñas de los críticos son positivas, con una calificación promedio de 4.9 de 10. Catherine Bray, de The Guardian, le otorgó a la película una calificación de tres estrellas sobre cinco. Apreció su «visión admirablemente matizada de la ciencia», disfrutando de su descripción de cómo la ciencia puede usarse tanto positiva como negativamente. Bray también señaló que la película priorizó el entretenimiento sobre el realismo, considerando que satisfaría a su público objetivo, a la vez que elogió la actuación de Sykes. Peter Debruge, quien escribió para Variety, disfrutó del desarrollo de la historia de Arenita y de las ingeniosas maneras de combinar la animación con la acción real. Sin embargo, también escribió que las interacciones de Sykes con los personajes animados resultaron «incómodas». Adam Graham, de The Detroit News, le dio a la película una calificación de C. Opinó que, si bien conservaba el humor de la serie, no resultaba coherente y, en particular, le disgustó el enfoque de la película en sus nuevos personajes, que, en su opinión, distraían de los pilares de Bob Esponja, como Calamardo y Patricio. Graham opinó que las escenas del laboratorio eran estáticas y aburridas, y finalmente calificó la película como regular. De igual manera, a Barry Levitt, de The Daily Beast, también le disgustó el enfoque de la película en nuevos personajes, considerándolos poco desarrollados y concluyendo que no logró profundizar en el personaje de Arenita. Al hablar del guion, consideró que el plan de Sue Nahmee y su importancia para la trama perjudicaban la película, ya que lo consideraba poco desarrollado y deseaba que el flime se comprometiera plenamente con la «locura absurda y caótica» de Bob Esponja. Si bien disfrutó del diseño de los personajes de la familia de Arenita, le disgustaron los diseños discordantes del equipo de Fondo de Bikini, la falta de expresiones emotivas y los flashbacks del personaje de Nahmee. Jonathan Bellony de Trill Mag dio a la película una crítica negativa, calificándola de «fea» y opinó que es «la peor entrega de la franquicia hasta la fecha», citando la «falta de imaginación» del largometraje y la describió como «poco inspirada, aburrida e increíblemente idiota». Brogan Bouwhuis de In Between Drafts calificó la película con un 4/10, citando que la película «se siente como un acto de desesperación» mientras que también afirmó que «todo lo demás es un trabajo pesado» y citó sus «chistes poco interesantes y una animación aún peor».